# Karakumkanaal
Het Karakumkanaal of Karakoemkanaal is een irrigatiekanaal in Turkmenistan en is met een totale lengte van ongeveer 1400 kilometer het langste irrigatiekanaal ter wereld.
Het kanaal is meermalen van naam veranderd. De oorspronkelijke naam was Leninkanaal. Na aanleg werd de officiële naam Turkmeens Hoofdkanaal. Na het uiteenvallen van de Sovjet-Unie werd het Turkmenbaşikanaal genoemd, naar de Turkmeense president Saparmurat Niazov, die de titel Türkmenbaşy ("hoofd der Turkmenen") voerde.
Het kanaal takt af van de Amu Darja en voert in westelijke richting dwars door de steppen van de Karakum, tot dicht bij de Kaspische Zee. Over ongeveer de helft van zijn lengte is het kanaal bevaarbaar. De hoofdstad van Turkmenistan, Asjchabad, is gelegen aan het Karakumkanaal en heeft daar een haven.
De aanleg van het kanaal, bedoeld om de nieuwe katoenplantages van de Sovjet-Unie te bevloeien, begon in 1955. Hiervoor werden vooral vele duizenden goelag-gevangenen ingezet, onder zware omstandigheden. Uiteindelijk werd het eerste deel, tot Gökdepe, voltooid in 1967. Het laatste deel werd gegraven vanaf de jaren 70 en voltooid in 1988. Doordat het kanaal in poreuze grond ligt en hiermee bij de aanleg onvoldoende rekening is gehouden zijgt ongeveer de helft van het water weg en vormt plassen en moerassen. Tijdens de aanleg leidde dit tot overlast van onder meer de malariamug. Daarnaast trad er overmatige algengroei op die de scheepvaart belemmerde, maar uiteindelijk in de hand gehouden kon worden door het uitzetten van zilverbaarzen.